# Сарыарка (станция метро)
«Сарыарка» (каз. Сарыарқа / Saryarqa) — 10-я станция Алма-Атинского метрополитена. Она расположена  на линии A между станциями «Москва» и «Бауыржан Момышулы».

## История и название
Станция с утверждённым названием «Аксай» была спроектирована в 1988 году. Согласно проекту, схеме первой линии метрополитена и генерального плана города, станция «Аксай» должна была быть размещена с западной стороны улицы Саина угол проспекта Абая. Однако в 2013 году в проект были внесены изменения, размещение станции перенесли на несколько метров назад в обратном направлении, на пересечение пр. Абая угол ул. Янтарной, напротив парка Фэмили. Перенос станции с изначального предусмотренного проектом места размещения связан с продажей городским акиматом земельного участка на Саина-Абая под планируемую точечную застройку. Перенесенной станции присвоено название «Сары-Арка».
22 июля 2015 года было объявлено о начале строительства станций «Сары-Арка» и «Достык».
Сдача станции «Сары-Арка» в эксплуатацию была запланирована на 2018 год. Однако в связи полным прекращением выделения финансирования строительства со стороны городского бюджета на 2017—2021, сроки сдачи были сдвинуты.
Станцию 21 ноября 2016 года с осмотром посетил 1-й зам. премьер-министра Казахстана А.Мамин.
Открытие станций неоднократно переносилось, и в июне 2019 года было заявлено, что станции откроются в 2021 году.
Станция метро названа в честь степи Сары-Арка, которая расположена в центральном Казахстане.
30 декабря 2021 года состоялся технический пуск станции.
30 мая 2022 станция приняла первых пассажиров.

## Вестибюли и пересадки
Вестибюль разместился под проезжей частью проспекта Абая. Входные вестибюли находятся у входа в Family Park. Также был построен подземный переход под проспектом Абая для строительства наземных входных групп.

## Техническая характеристика
Пилонная трехсводчатая станция глубокого заложения (глубина 32,6 м) с междупутьем 25 м. Состоит из трёх залов — центрального и двух боковых, которые образуют общую островную платформу шириной 19,8 м, длиной 104 м. Спуск-подъём на станцию будет осуществлён по эскалаторам (4 ленты) высотой подъёма 27 м.
Большая глубина строительства обусловлена нахождением рядом транспортной развязки, где проспект Абая в тоннеле проходит под улицей Саина на малом транспортном кольце.

## Архитектура и оформление
Оформление станции связано с названием станции — «Сары-Арка». Между пилонами располагаются художественные панно, иллюстрирующие степную флору и фауну.
В торце центрального зала станции – панно с изображением бегущего табуна на фоне столицы Казахстана — Астаны, которая расположена на Сары-Арке.

## Ближайшие объекты
- Микрорайон номер №3
- Family Park

## Строительство станции
Ниже представлены наиболее значимые события:
- Декабрь 2014 года — начато освобождение строительной площадки для сооружения наклонного тоннеля. В рамках работ будет пересажено более 20-ти взрослых деревьев и перенос выставки военной техники.
- Июль 2015 года — начато сооружение стартового котлована для наклонного хода[6].
- Июль 2016 года — ведётся сооружение наклонного хода[7].
- 2016 год — завершена проходка правого и левого перегонных тоннелей от станции Москва.
- Май 2017 года — построен объезд проспекта Абая для сооружения подземного перехода[8].
- Октябрь 2017 года — завершено строительство подземного перехода под проспектом Абая к вестибюлю станции.
- Февраль 2018 года — завершена проходка тоннелей до станции Достык.
- Апрель 2018 года — завершено строительство конструкций центрального, а также правого и левого станционных тоннелей[9].
- Сентябрь 2018 года — завершено строительство подземных конструкций кассового павильона станции.
- Май 2019 года — ведутся работы по прокладке коммуникаций[3].
- Декабрь 2021 года - состоялся технический запуск
- Май 2022 года - станция приняла первых пассажиров станции[10].